# Binguel (Dori)
Pour les articles homonymes, voir Binguel.
Binguel est une localité située dans le département de Dori de la province du Séno dans région Sahel au Burkina Faso.